# Sironabad

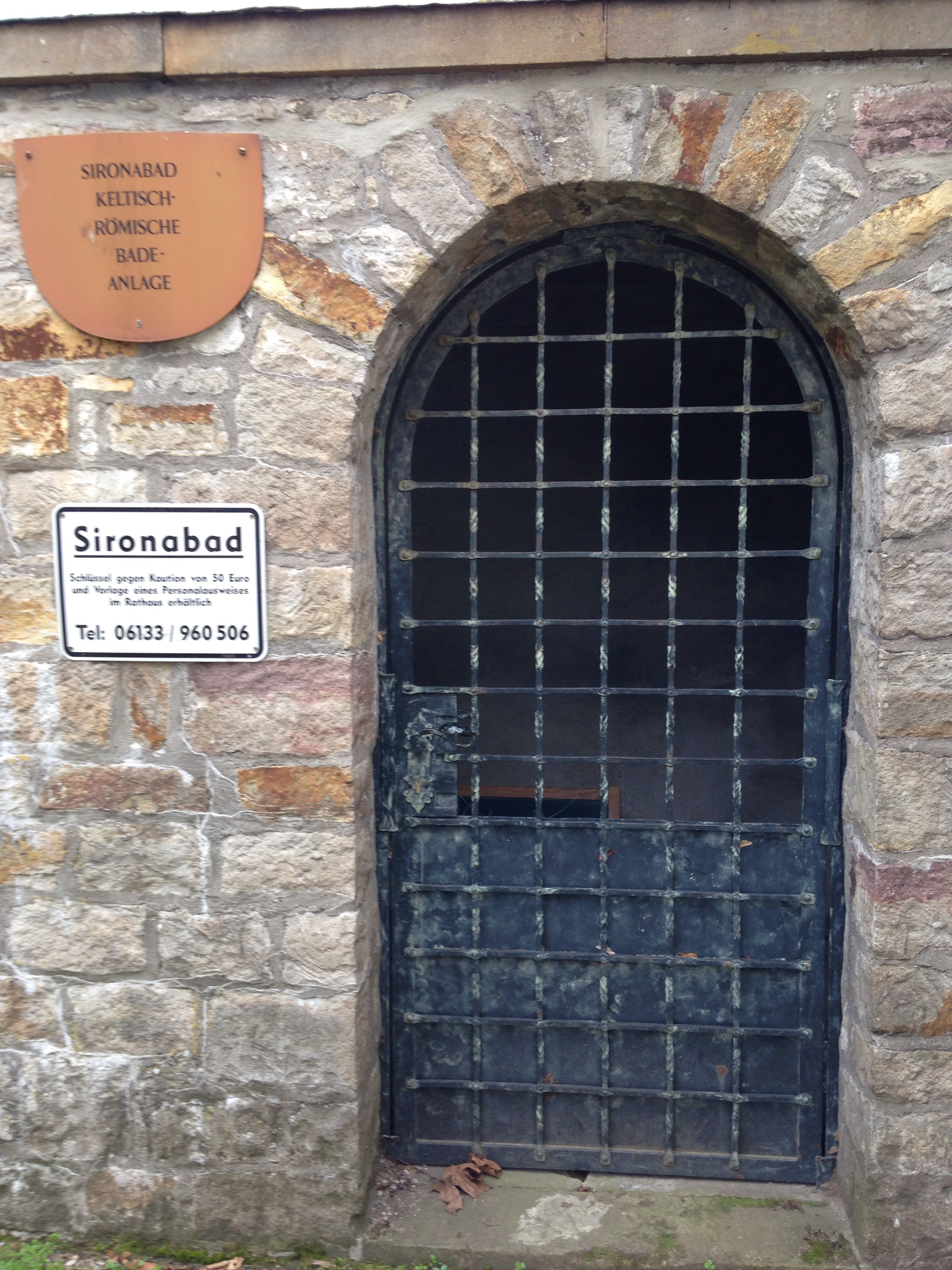
Eingang zum Sironabad

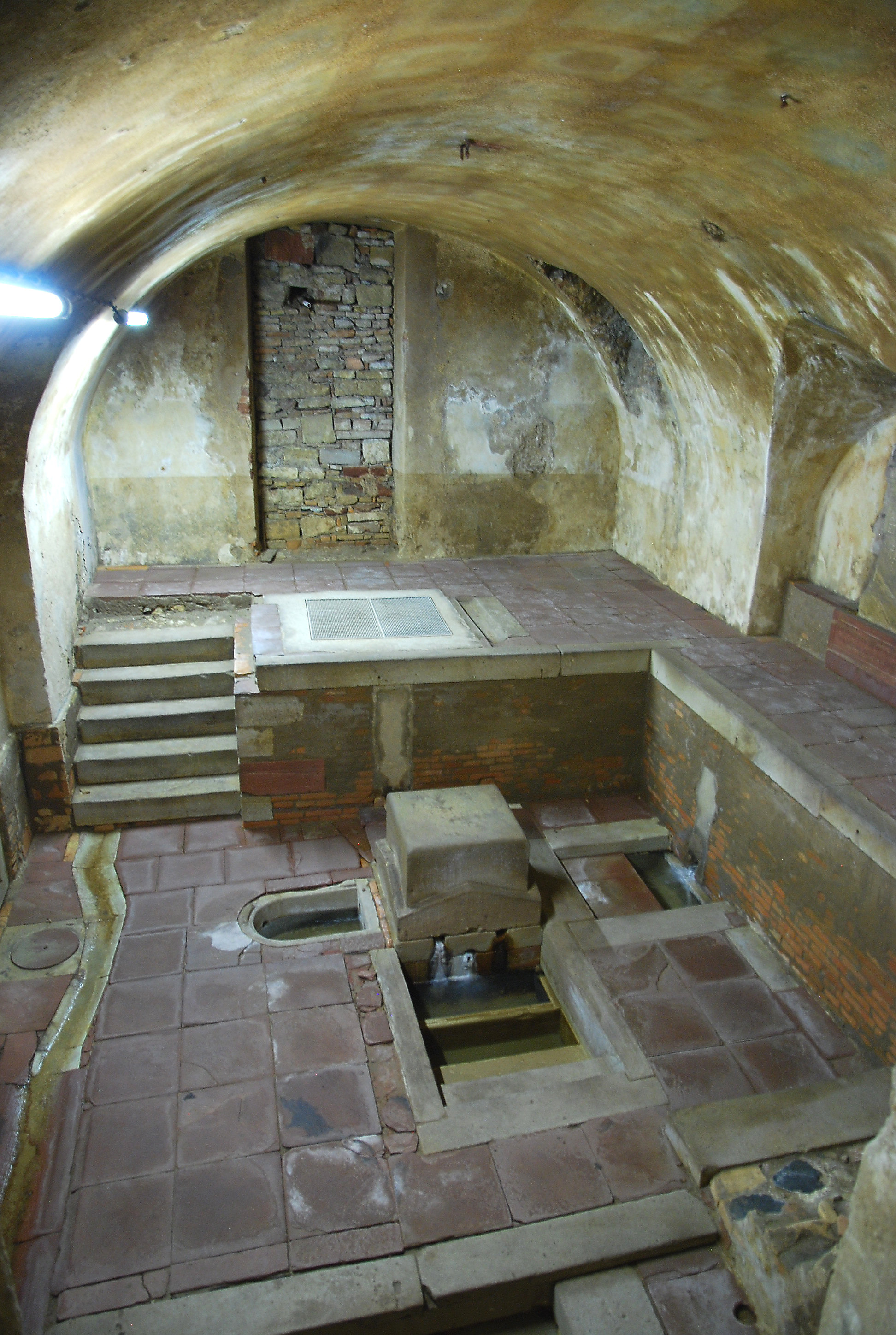
Hauptraum mit Schwefelquelle

Das Sironabad ist eine Thermalquelle in Nierstein, einer Stadt im Landkreis Mainz-Bingen in Rheinland-Pfalz.

## Geschichte
Im Jahr 1802 entdeckte man unweit des Rheinufers an der Landstraße nach Oppenheim die Reste eines römischen Quellenheiligtums, die der Militärstation Buconica zugeordnet wurden.
Der belgische Kaufmann Martin van der Velden pachtete das Gelände, ließ die insgesamt vier Quellen (zwei Süßwasserquellen sowie zwei mineralhaltige Quellen, davon eine mit vergleichbaren Inhaltsstoffen wie die am Südhang des Taunus bei Weilbach gelegene anerkannte Heilquelle) in einer überdachten, hochwassergeschützten Trinkanlage fassen und verkaufte das Wasser in Deutschland, Belgien, Holland und sogar in Großbritannien.
Bei den Aufräumarbeiten kam neben der römischen Quellfassung ein Votivaltar zu Tage, den eine römische Offizierstochter Julia Frontina zum Dank für eine Heilung der keltischen Quell- und Heilgöttin Sirona und dem Apollo gestiftet hatte.
Man fand außerdem ein Steinbecken mit inzwischen über die lange Zeit in Gips eingeschlossenen Münzen, die jedoch keine Gebrauchsspuren aufwiesen und offenbar von Geheilten in die Quelle gelegt worden waren. Die Prägungen stammten aus den Regierungszeiten der römischen Kaiser Domitian (86), Nerva (98), Trajan (100 und 112), Hadrian (118 und 119), Antoninus Pius (145), Gordianus III. (239–244), Otacilia Severa, der Frau des Kaisers Philippus Arabs (244–249) und von Postumus (267). Daraus kann man schließen, dass die Heilquelle von den Römern mindestens vom 2. bis ins 3. Jahrhundert genutzt wurde.